# Liberta-me - Ao Vivo em Recife
Liberta-me - Ao Vivo em Recife é o quinto trabalho ao vivo de Fernanda Brum foi gravado no Chevrolet Hall (atual Classic Hall), em Recife, e lançado no dia 8 de abril de 2014, tendo 30 mil cópias vendidas e ganhando o certificado de Ouro. O DVD Liberta-me traz, principalmente, as canções do trabalho similar de mesmo título, êxitos da cantora e participações especiais como Eyshila, Emerson Pinheiro, Bruna Karla e outros.

## Faixas
- Abertura (Ao Vivo)
- Todo Poderoso (Ao Vivo)
- Forte e Poderoso (Ao Vivo)
- Seja Bem-Vindo (Ao Vivo)
- Um Santuário Cheio da Tua Glória (Ao Vivo)
- Rasgando o Coração (Ao Vivo) (Com Eyshila)
- Medley (Aos Teus Pés/Seu Lugar/A Oração do Profeta/Meu Bem Maior/Redenção) (Ao Vivo)
- Medley (Amada Minha/Amar Você) (Com Emerson Pinheiro)
- Cacos Pelo Chão (Ao Vivo)
- Liberta-me (Ao Vivo)
- Ministração (Ao Vivo)
- Uma Só Voz (Com Bruna Karla)
- Mensagem (Ao Vivo) (Por Emerson Pinheiro)
- Alvo Mais Que a Neve (Ao Vivo) (Com Emerson Pinheiro)
- Tu Me Amas (Ao Vivo)
- Saindo do Casulo (Ao Vivo)
- Deus Mandou (Ao Vivo)
- Nada Pode Me Separar (Ao Vivo)